# اوا تلگا
اِوا تِـلِـگا (لهستانی: Ewa Telega؛ زادهٔ ۳۱ مارس ۱۹۶۲) بازیگر اهل لهستان است.
از فیلم‌ها یا مجموعه‌های تلویزیونی که وی در آن‌ها نقش داشته است، می‌توان به قواعد بازی، ماری کوری، سال‌های شیرین، اعتصاب، واپسین حلقه، عنصر نامطلوب، خانواده جایگزین، در خوشی و سختی، دوران افتخار، هتل ۵۲،  رنگ‌های خوشبختی، پزشکان، مجرد، دوستان و پدر متیو اشاره نمود.